# Refotografía

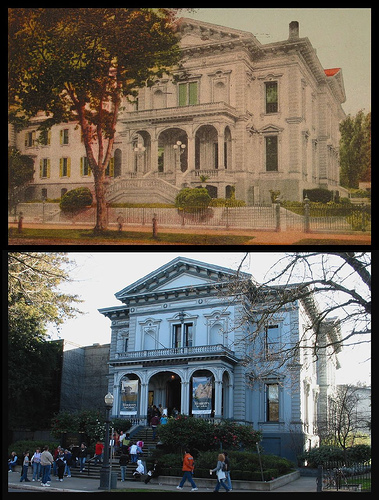
Crocker Art Museum, Sacramento, CA

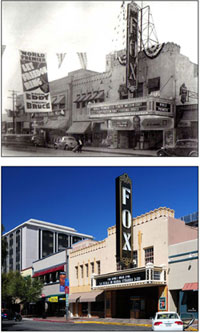
Fox Tucson Theatre, ayer y en 2008

La Refotografía es el acto de repetir una fotografía de un mismo sitio, con un espacio de tiempo entre las dos imágenes; un documento del "ayer y hoy" de un área en concreto. Algunas son casuales, habitualmente tomadas desde el mismo punto de vista sin tener en consideración la época del año, la cobertura o el encuadre del objetivo utilizado. Otras son muy precisas e implican un cuidadoso estudio de la imagen original así como de un elaborado análisis técnico para la obtención de la segunda.

## Reftografía y fotogrametría en las ciencias
Desde los años 1850, desde el inicio de la fotografía, se han desarrollado técnicas que la relacionan con la topografía y el estudio técnico y científico, dando lugar a sistemas de fotogrametría en los que se realizan mediciones precisas a partir de la triangulación de determinados números de puntos identificados sobre registros fotográficos, teniendo distintas aplicaciones y usos, como la monitorización y seguimiento de cambios en los sistemas ecológicos. La refotografía sigue siendo utilizada por el mundo científico para registrar eventos incrementales o cíclicos (de erosión, o de flujo de glaciares por ejemplo), o para medir la extensión de bancos de arena en un río, u otros fenómenos que cambian lentamente con el tiempo.

## Antecedentes
Esta técnica se ha empleado, durante mucho tiempo,  para diversos estudios científicos, especialmente de sistemas ecológicos cambiantes, convirtiéndose en una forma de documento fotográfico a mediados de los años 70.
El trabajo fundador en este estilo fue el proyecto Rephotographic Survey, creado en 1977 por el fotógrafo jefe del proyecto, Mark Klett. Este proyecto captó 120 lugares de fotografías del gobierno del Oeste Americano captados por primera vez en la década de 1870. El libro resultante, Second View, The Rephotographic Survey Project, incluía refotografías precisas de los mismos lugares 100 años más tarde junto con un ensayo de Klett sobre la metodología y los problemas encontrados.
Klett volvió a visitar estos lugares por tercera vez para su libro del 2005 Third View con un nuevo equipo de fotógrafos entre los que se encontraban Byron Wolfe, Michael Marshall y Toshi Ueshina. 
Camilo José Vergara está considerado como el maestro indiscutible de la refotografía urbana, habiendo trabajado desde los años 70 en la mayoría de los grandes centros urbanos de los Estados Unidos. A diferencia de Rephotographic Survey, que registraba cambios dramáticos a lo largo de un siglo aproximadamente, las fotografías de Vergara registran a menudo cambios pequeños e incrementales: el abandono y la reutilización de complejos de viviendas de protección oficial, cambios en el uso de edificios y lugares a medida que las condiciones sociológicas y económicas cambian.

## Técnica
El refotógrafo preciso habitualmente determina varios hechos antes de tomar una nueva imagen. Un importante punto de partida es la elección de la imagen antigua. Para mostrar la continuidad entre las dos imágenes, los refotógrafos habitualmente incluyen en el encuadre un edificio o cualquier otro objeto que aún exista en la escena actual. Algunas escenas urbanas cambian tanto que los edificios originales han sido completamente ocultados por rascacielos construidos posteriormente, o han sido derribados. Se podría tomar una fotografía del "ayer y hoy" pero no habría nada en común para enlazar las dos imágenes.
El punto desde donde el fotógrafo original fotografió la escena puede haber desaparecido con el tiempo, por lo tanto el refotógrafo tiene que elegir una escena original en la cual el punto de vista sea todavía accesible, o alquilar un equipo que le permita duplicar la posición de la cámara en la fotografía original.
Ya que las cámaras actuales tienen objetivos que difieren considerablemente de los objetivos antiguos, el refotógrafo también tiene que tener en cuenta el área que cubre el objetivo, y la profundidad de campo disponible. Los objetivos antiguos tenían menos definición que sus equivalentes actuales, y habitualmente tenían un diafragma más grande, reduciendo así el efecto de gran angular que registran los objetivos actuales.
A través del escrutinio de la imagen original, el refotógrafo determina la época del año y la hora del día mediante la observación de la vegetación y las sombras que aparecen en la escena original. La mejor manera de hacer esto es colocar una cámara en su punto de vista original, aproximadamente en la época del año y la hora del día correctas, y esperar con la escena original en mano, hasta que las sombras alcancen las mismas posiciones relativas a los objetos que hay alrededor. Si se hace con mucha precisión debería ser posible colocar una imagen sobre la otra, y ver que los bordes de los edificios coinciden perfectamente. Un buen ejemplo de este tipo de refotografía puede verse en la exposición virtual "Urban Life through Two Lenses" del McCord Museum of Canadian History. La exposición muestra fotografías de Montreal del siglo diecinueve realizadas por William Notman, refotografiadas por Andrzej Maciejewski en el año 2002. Otro ejemplo es el proyecto "New York Changing" de Douglas Levere, publicado recientemente. Aquí Levere refotografió 114 imágenes del trabajo "Changing New York" de Berenice Abbott.
La refotografía es a menudo utilizada por el mundo científico para registrar los efectos de la erosión en el tiempo, o para medir la extensión de los bancos de arena en un río o cualquier otro fenómeno que cambia lentamente a lo largo del tiempo.

## En la investigación social
La refotografía también resulta una herramienta visual útil para los investigadores en sociología y comunicación para comprender los cambios sociales. Los tres enfoques principales son comunes - fotografías de lugares, participantes, o actividades, funciones, o procesos - con el examen de los elementos de continuidad.
Este método es perfecto para estudiar el cambio social debido a la capacidad que tienen las cámaras para registrar escenas con total integridad y velocidad, para documentar complejidades detalladas en un solo instante, y para captar imágenes de forma discreta. El repetir fotografías ofrece "indicios sutiles acerca del carácter cambiante de la vida social" (Reiger, 1996, p. 7).
Dependiendo del análisis de los elementos de continuidad en las imágenes, los investigadores deben ser cautelosos para no hacer interpretaciones equivocadas de los cambios.
Otro uso estrechamente relacionado de la refotografía ha sido el político, como el realizado por Gustavo Germano en Argentina, que refotografió fotografías familiares de desaparecidos, haciendo así explícitos tanto la gente desaparecida como la vida que continúa.